# Wenshui (köping i Kina, Shandong)
Wenshui (kinesiska: 温水镇, 温水) är en köping i Kina. Den ligger i provinsen Shandong, i den östra delen av landet, omkring 150 kilometer sydost om provinshuvudstaden Jinan. Antalet invånare är 29738. Befolkningen består av 14 722 kvinnor och 15 016 män. Barn under 15 år utgör 15,0 %, vuxna 15-64 år 72 %, och äldre över 65 år 11,0 %.
Genomsnittlig årsnederbörd är 902 millimeter. Den regnigaste månaden är juli, med i genomsnitt 265 mm nederbörd, och den torraste är januari, med 5 mm nederbörd.